# ヤーコプ・グリム

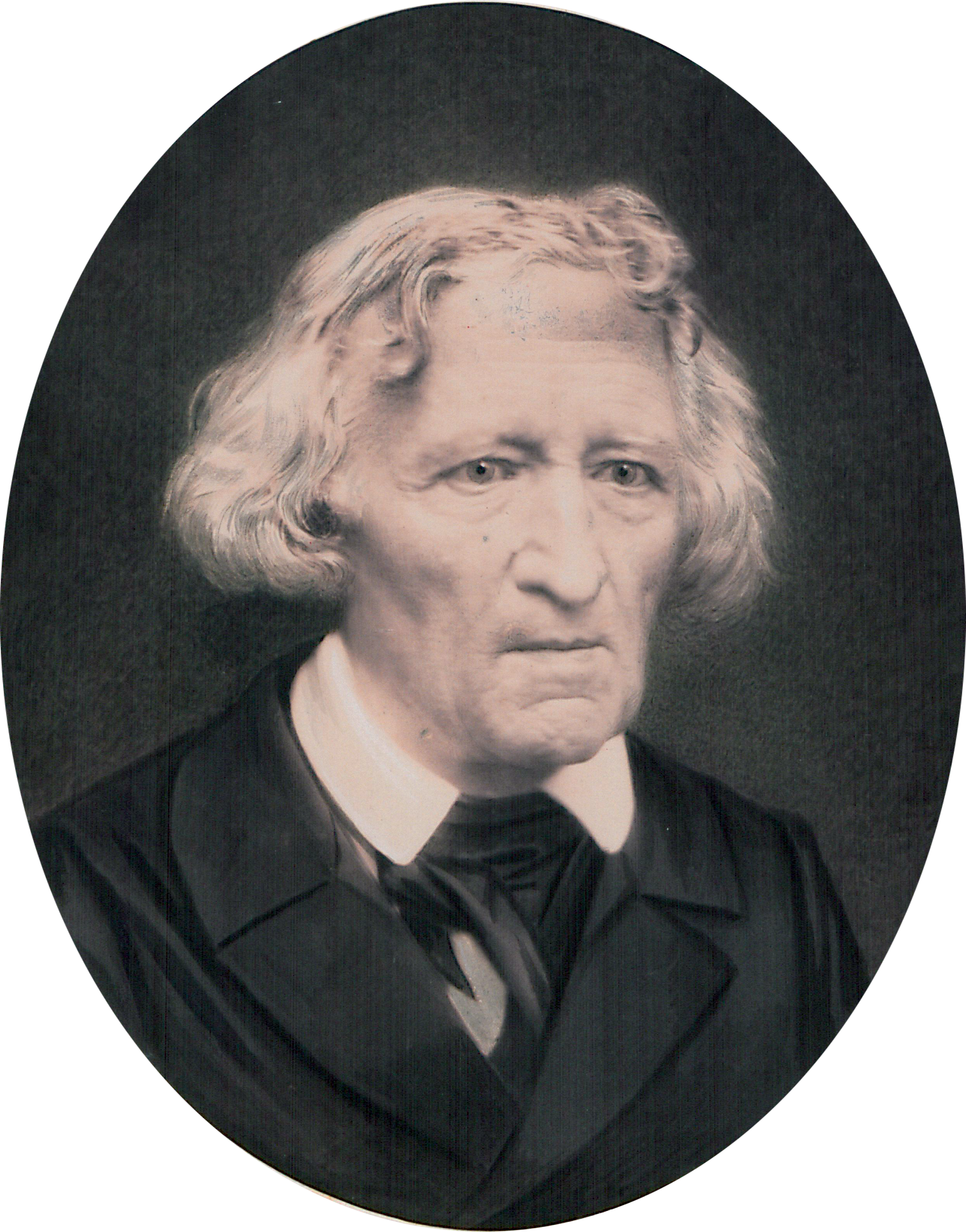
1857年のヤーコプ。

ヤーコプ・ルートヴィヒ・カール・グリム（独: Jacob Ludwig Carl/Karl Grimm、1785年1月4日 - 1863年9月20日）は、ドイツの言語学者、文学者、法学者。弟ヴィルヘルム・グリムと共にグリム兄弟として知られる。
ドイツの文献学および古代史研究の礎をも築いたといわれる。その生涯と業績は弟のヴィルヘルム・グリムのそれと密接に絡み合っており、その部分についてはグリム兄弟の項を参照。

## 生涯
1785年1月4日、ハーナウ生まれ。シュタイナウ・アン・デア・シュトラーセ（シュタイナウ）で幼少期を過ごす。彼の父が官吏としてシュタイナウに赴任したためである。
1798年弟・ヴィルヘルムと共にカッセルのリツェウムに入学。
1802年、マールブルク大学入学。マールブルクでフリードリヒ・フォン・サヴィニーの元で法学を学んだ。彼の法制史の研究とヴァッハラーの講義により、彼はドイツ語とその文学の歴史的な発展に注意を向けるようになる。サヴィニーが、1804年中世におけるローマ法の研究のためにパリに赴いた時、サヴィニーは、あとからグリムをかの地に呼び寄せる。しかし、グリムはまもなく法学の研究に嫌気がさすようになり、書簡でサヴィニーに自分はまもなくドイツの古い文献の研究にできることなら生涯を捧げたいというつもりで居ることを打ち明ける。
1805年9月、カッセルの母の居る実家に戻り、彼は兵学校に職を得るが、1年とたたない内にその職場が解散されることになり、その職を失うことになる。1808年、母親が亡くなった後、彼が家族を養う必要が生じ、ウェストファーレンの国王ジェローム・ボナパルトのもとで図書館員の職を得る。1809年2月には、国家顧問（Staatsrat）にも任じられた。職務の性格上、許される余暇を彼は古いドイツ語による詩歌や言語の研究に費やした。1806年以降は、弟・ヴィルヘルムと共に童話の聞き取り調査を行い、それを清書し、編集した。
ヘッセン選帝侯国の再建と共にグリムは、ジェローム王の私的図書館員としての地位を失ったが、それでもなお復帰した選帝侯の外交スタッフの中に引き続き地位を与えられた。1814年 - 1815年のウィーン会議ではヘッセン選帝侯国の特使秘書として彼は大いに働き、その後パリでは奪われた芸術品のヘッセンとプロイセンへの返還交渉にも短期間ではあったが係わった。
この時期、彼はスラヴ語の勉強も始めている。1815年には、近い将来文学史や言語学研究に打ち込むため、外交官の職を離れた。その1年後、彼はカッセルの図書館の次席図書館司書となる。弟・ヴィルヘルムは、1814年に既にそこの図書館司書の職についていた。
1829年主席図書館司書が死去した際、グリム兄弟はその後任に指名されることを期待したが、その願いは叶えられず、2人は新たなポストを探し始める。1830年ヤーコプ・グリムは、ゲッティンゲン大学から教授での招聘を受ける。ここで彼は1837年ゲッティンゲン7教授事件に連座し、その地位を奪われ、その地から追放処分を受けることになる。1841年プロイセン国王フリードリヒ・ヴィルヘルム4世の招きでベルリンに移り、プロイセン学士院の一員に推挙され、ベルリン大学で法学の講義を担当することになる。だが、彼がゲルマニステンの立場に立ったことにより、学説上対立関係にあったロマニステンの名実ともに中心人物であった師・サヴィニーとの訣別を意味することになった。また、1848年のフランクフルト国民議会では、議員として名誉席を与えられた。
彼はその死に至るまで約20年間ベルリン大学で教鞭を採り、そこでその弟と共に『ドイツ語辞典』の編纂に携わった。これは彼がルターからゲーテに至るまでの著作から集めてきた近代高地ドイツ語の語彙のすべてを網羅しようとするものであった。『ドイツ語辞典』はその膨大さから、グリムの死後100年近くたった1961年、冷戦時代の東西両ドイツの協力を得てまで完成した程である。33巻・3万4519ページというボリュームを誇り、かつてギネスブックにおいて、「最大の辞書」として認定されていたことがある。
弟・ヴィルヘルムと共に彼は、ゲルマンの古典文献学、ゲルマン語学、そしてドイツ文献学の基礎を築いたといわれる。「ドイツの職匠歌人の歌について」のような論文は、カール・ラッハマンの研究と並んで、中世のドイツ文学の第一級の不朽の業績と見做されている。また、『ドイツ神話学』において、彼は現代に至る比較神話学や民俗学の基礎をも築いた。
ヤーコプ・グリムは、自らの立場を貫徹するためには論争や競合する場合には誹謗も辞さず、徹頭徹尾挑戦的で、いかなる場合にも真正面から渡り合うことを自らの学問のスタイルとした。ドイツ語の文献学、即ち今で言うゲルマン学の創成期の神話には、フリードリヒ・ハインリヒ・フォン・デア・ハーゲン（de、en）とヨーハン・G・G・ビュッシングに対するいわゆる「学問戦争」も含まれる。
両兄弟は、その共同作業の産物である『グリムの子どもと家庭の童話』（全2巻、1812年 - 1815年）と『ドイツ語辞典』（1838年 - 、第1巻 1854年）によりその名を知られるようになった。
ヤーコプ・グリムは、1819年に『ドイツ語文法』を著した。1822年の第2版には長大な音論が追加された。後にグリムの法則として知られるゲルマン語の子音交替の法則はこの音論に記されている。

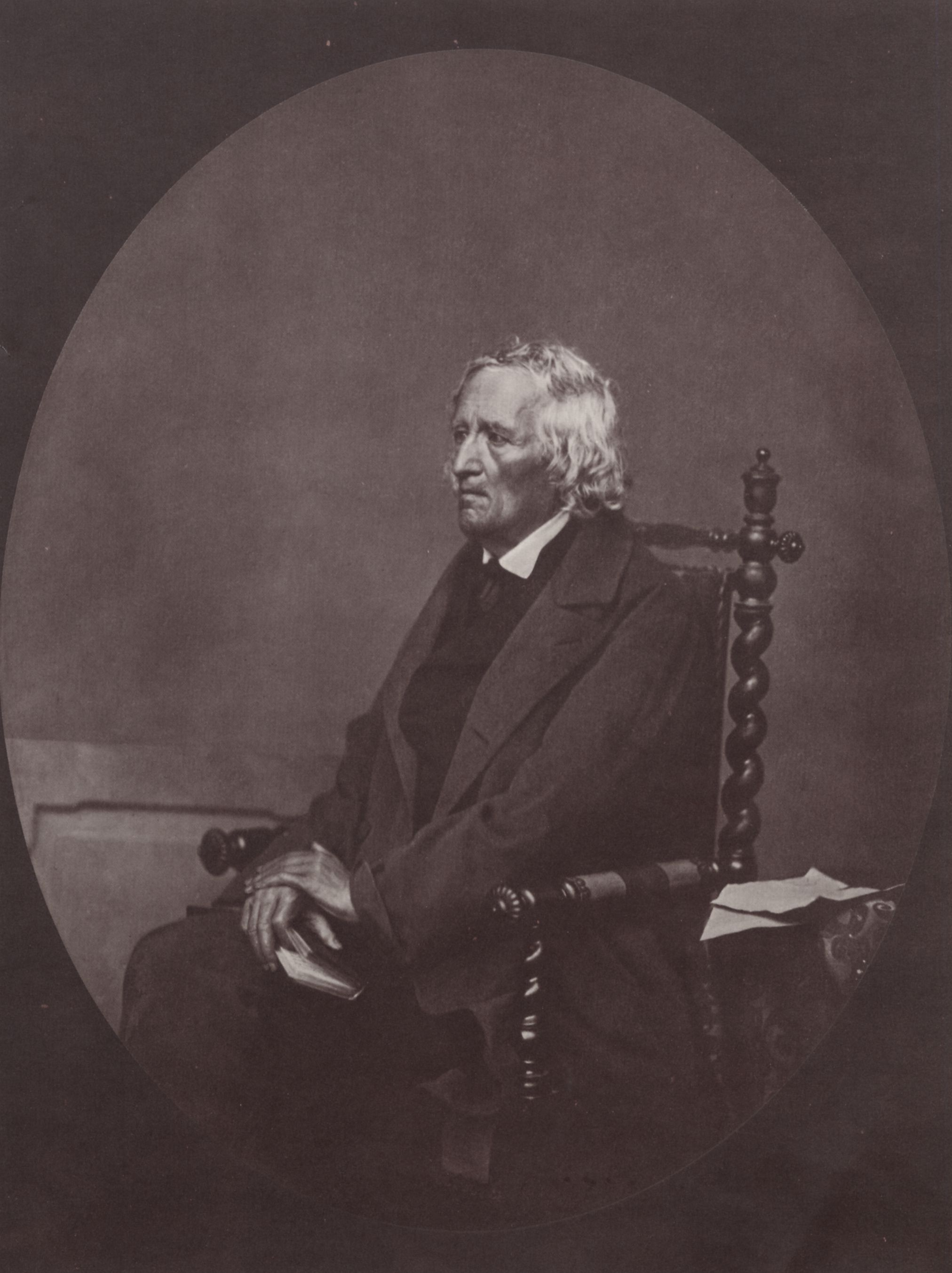
晩年のヤーコプ（フランツ・ハンフシュティングル撮影）

『ドイツ語辞典』の「実り」（Frucht）の項を書き終えて、ヤーコプ・グリムは、1863年9月20日に亡くなった。78歳没。彼はベルリン・シェーネベルクの旧聖マティウス墓地の名誉墓地に埋葬された。
彼の遺稿、並びに彼の書き込みのある蔵書の大部分は、ベルリン国立図書館（SBB-PK）に収蔵された。彼の名前にちなんで命名されたヤーコプ・グリムスクールがカッセルにある。

## 著作

### 主著
- Deutsche Grammatik, 1819
- Deutsche Rechtsaltertümer, 1828
- Weisthümer, 7 Bände, Göttingen 1840-1872
- Deutsche Mythologie, 1835, 2 Bd. Reprint 2003, fourier, Bd.1 1044 S., Bd.2 540 S., ISBN 3-932412-24-9
- Geschichte der deutschen Sprache, 1848

### その他の著作
- Über den altdeutschen Meistergesang; Göttingen 1811
- Ad auspicia professionis philosophiae ordinariae in Academia Georgia Augusta rite capienda invitat Jacobus Grimm, phil. et jur. utr. doctor academiae bibliothecarius etc etc, Inest hymnorum veteris ecclesiae XXVI. interpretatio theotisca nunc primum edita, Gottingae sumtibus Dieterichianis MDCCCXXX

### 全集など
- Briefwechsel der Brüder Jacob und Wilhelm Grimm. Kritische Ausgabe in Einzelbänden:
  - Bd.1,1: Briefwechsel zwischen Jacob und Wilhelm Grimm, hg. von Heinz Rölleke, Stuttgart 2001
  - Bd.2: Briefwechsel der Brüder Jacob und Wilhelm Grimm mit Karl Bartsch, Franz Pfeiffer und Gabriel Riedel, hg. von G. Breuer, J. Jaehrling und U. Schröter, Stuttgart 2002

- Brüder Grimm. Werke und Briefwechsel. Kasseler Ausgabe:
  - Bd.1: Briefwechsel mit Herman Grimm, hg. von H.Ehrhardt, Kassel/Berlin 1998
  - Bd.2: Brüder Grimm. Briefwechsel mit Ludwig Hassenpflug, hg. von Ewald Grothe, Kassel/Berlin 2000
  - Materialien Bd.1: Jacob Grimm - Vorlesung über deutsche Literaturgeschichte. ("Die Geschichte der deutschen Literatur von der ältesten bis zur neuesten Zeit" nach studentischen Mitschriften). Hrsg. und bearbeitet von Matthias Janssen. Kassel und Berlin 2005. 602 S.